# ونمیسا، شهرستان پلوا
ونمیسا (به لاتین: Vanamõisa) یک روستا در استونی است که در دهستان آهیا واقع شده‌است.